# Kościół Matki Bożej Wspomożenia Wiernych w Lublinie
Kościół Salezjanów pw. Matki Bożej Wspomożenia Wiernych w Lublinie – dawny klasztor ojców franciszkanów. Przybyli oni do Lublina w 1621. Wznieśli oni na miejscu drewnianego kościółka pw. św. Wawrzyńca, w latach 1635–1649 murowaną świątynię w stylu renesansu lubelskiego pod wezwaniem Najświętszej Marii Panny Anielskiej i św. Franciszka. Kościół powstał na bagiennym terenie, przez co został zbudowany na drewnianych balach. Świątynia wielokrotnie ulegała pożarom.
W latach 1812–1813 istniał tu magazyn wojskowy. W 1817 franciszkanie opuścili klasztor, powstał tu szpital wojskowy. W kolejnych latach budynki nabył Antoni Domański i przeniósł tu swoją fabrykę sukna. W 1851 istniała tu fabryka mydła i świec.

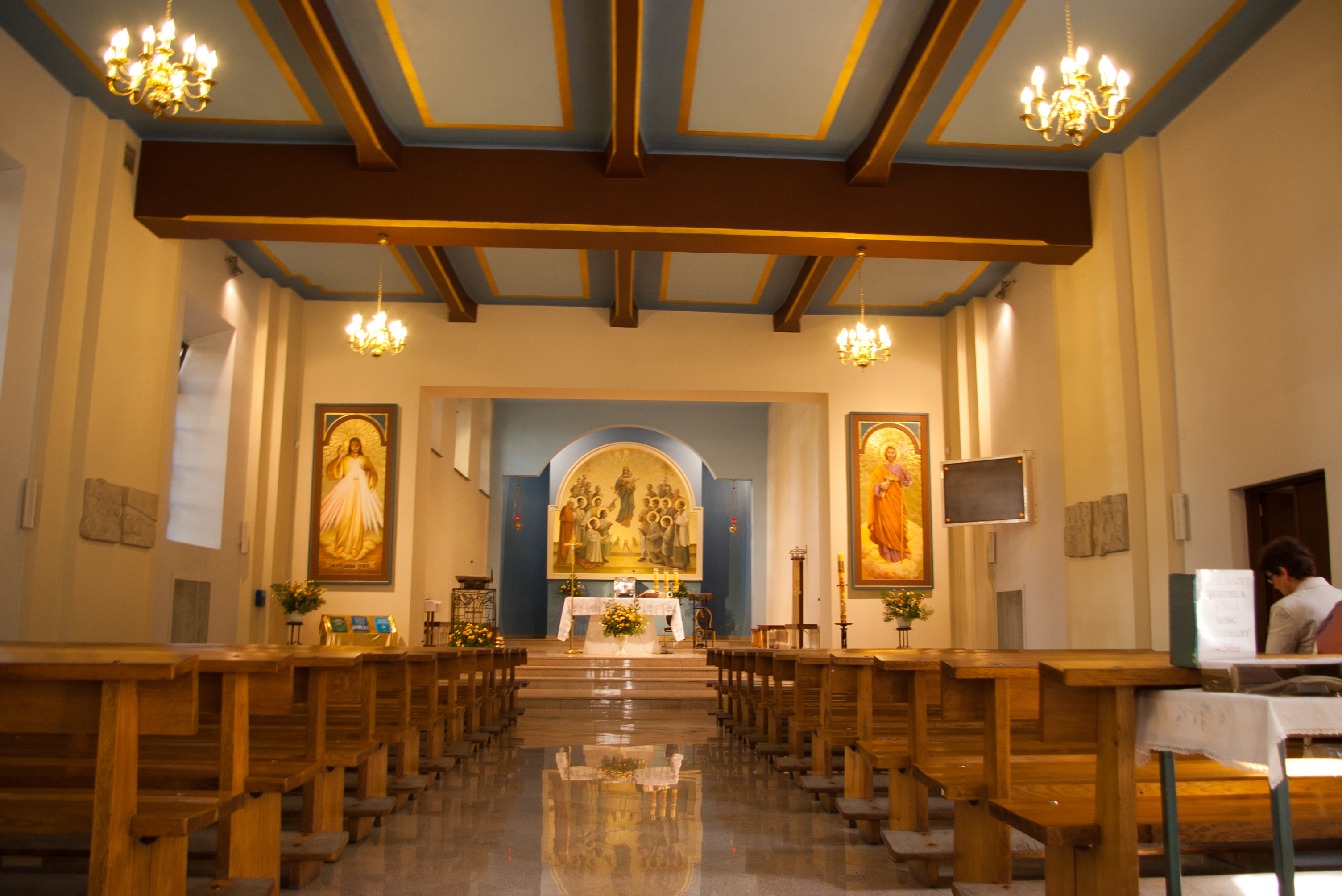
Wnętrze świątyni

W 1913 zakupił je Żyd Tadeusz Weissberg. Przeszedł na katolicyzm i w 1927 kościół wraz z klasztorem oferował ojcom salezjanom. Odbudowali oni świątynię (proj. Bruno Zborowski), przedzielając ją trzema stropami. Konstrukcja ta pozostała do dzisiaj. Dzięki temu powstały dwa kościoły górny i dolny, na drugim piętrze aktualnie istnieją salki katechetyczne. W 1930 poświęcono kościół, który przyjął tytuł Matki Bożej Wspomożenia Wiernych.
W 1975 bp Bolesław Pylak erygował parafię Matki Bożej Wspomożenia Wiernych.